# Phorelliosoma hilaratum
Phorelliosoma hilaratum är en tvåvingeart som beskrevs av Erich Martin Hering 1941. Phorelliosoma hilaratum ingår i släktet Phorelliosoma och familjen borrflugor.
Artens utbredningsområde är Myanmar. Inga underarter finns listade i Catalogue of Life.